# Carl Sagan Memorial Award
Le Carl Sagan Memorial Award (c'est-à-dire « récompense en la mémoire de Carl Sagan ») est une distinction attribuée pour des avancées dans l'exploration du cosmos. Accordée depuis 1997 à un individu ou à un groupe et ainsi nommée en l'honneur de l'astronome, astrobiologiste et vulgarisateur scientifique américain Carl Sagan (1934 – 1996), elle est gérée conjointement par l'American Astronautical Society (AAS) et la Planetary Society.

## Lauréats
- 1997 : Bruce Murray
- 1998 : Wesley Huntress
- 1999 : Ed Stone (en)
- 2000 : Arnauld Nicogossian
- 2001 : Edward Weiler (en)
- 2002 : California and Carnegie Planet Search Team (en)
- 2003 : Roald Sagdeev
- 2004 : Steve Squyres et l'équipe Athena
- 2005 : Michael Malin
- 2006 : G. Scott Hubbard
- 2007 : Maria T. Zuber
- 2008 : Lennard A. Fisk
- 2009 : non décerné
- 2010 : non décerné
- 2011 : Charles Elachi
- 2012 : Riccardo Giacconi
- 2013 : Eileen K. Stansbery
- 2014 : William Borucki
- 2015 : Frank Cepollina (en)
- 2016 : Alan Stern
- 2017 : Le comité AURA HST & Beyond
- 2018 : non décerné
- 2019 : Michael W. Werner
- 2020 : Leslie Livesay
- 2021 : Nicola Fox